# 王敬銘

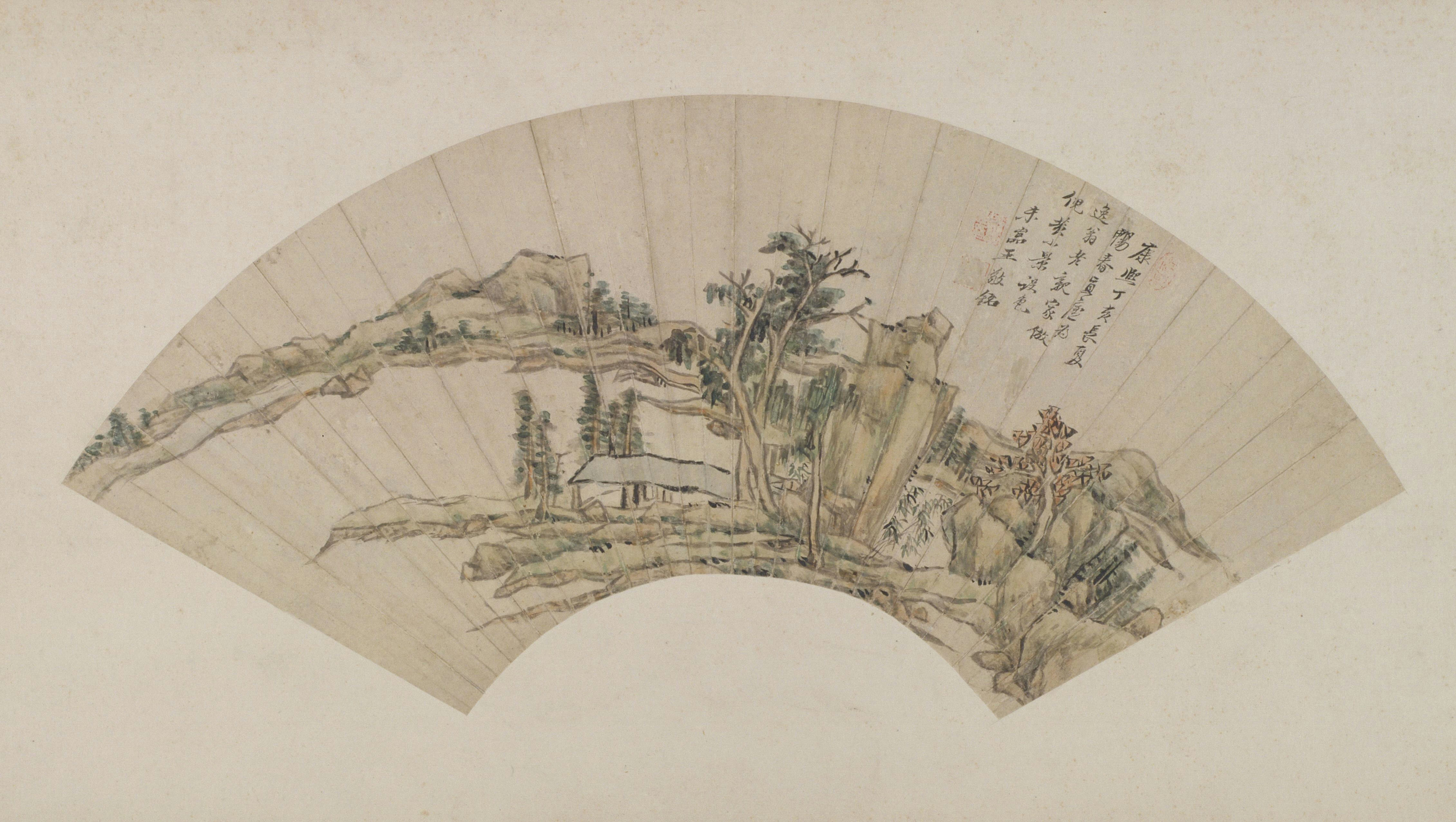
王敬铭绘《山水图》扇页（北京故宫博物院藏）

王敬銘（1668年—1721年），字丹思，号味闲，苏州府嘉定县（今属上海市嘉定区）人。

## 生平
生于清康熙七年（1668年），康熙五十二年（1713年）帝六十大寿，特开恩科，成為「恩科状元」。授翰林院修撰，赐住宅一间。康熙五十八年侍值热河。
康熙六十年（1721年）父丧歸里，不久卒于家。

## 外部連結
- 书画状元王敬铭[永久]